# День российской науки

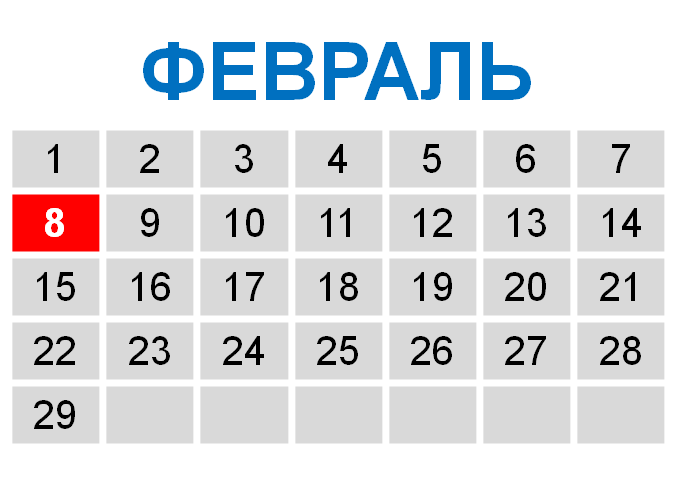
8 февраля — День российской науки

День российской науки — 8 февраля. Был учреждён указом президента России Б. Н. Ельцина 7 июня 1999 года. Праздник впервые стал отмечаться во время празднования 275-летия Российской академии наук в 1999 году.

## История
Этот праздник приурочен к дате основания Петербургской академии наук, учреждённой по повелению императора Петра I указом Сената от 28 января (8 февраля по новому стилю) 1724 года.
В СССР День науки отмечался в третье воскресенье апреля, так как в 1918 году между 18 и 25 апреля В. И. Ленин составил «Набросок плана научно-технических работ». До сегодняшних дней многие научные коллективы отмечают День науки «по старому стилю», то есть в третье воскресенье апреля (в 2024 году праздник выпадает на 21 апреля).
С 1999 года День российской науки отмечается ежегодно 8 февраля, в соответствии с указом президента Российской Федерации от 7 июня 1999 года, «учитывая выдающуюся роль отечественной науки в развитии государства и общества, следуя историческим традициям и в ознаменование 275-летия со дня основания в России Академии наук».